# Мамедов, Ильхам (футболист, 1970)
Ильхам Мамедов (азерб. İlham Məmmədov; 1 января 1970) — советский и азербайджанский футболист, игравший на всех позициях в поле, тренер. Выступал за сборную Азербайджана.

## Биография
Начал играть на взрослом уровне в 1987 году в клубе «Гёязань» и провёл в этой команде несколько сезонов во второй лиге СССР. В 1991 году сыграл 4 матча в первой лиге за бакинский «Нефтчи».
После распада СССР стал играть в высшей лиге Азербайджана за «Туран» (Товуз), провёл в его составе 100 матчей, становился чемпионом страны (1993/94), серебряным (1994/95) и бронзовым (1992, 1993) призёром чемпионата. В ходе сезона 1995/96 вернулся в «Нефтчи», с которым в том же сезоне стал чемпионом и обладателем Кубка Азербайджана, а на следующий год снова завоевал чемпионский титул. В 1997 году перешёл в «Кяпаз», с которым в сезоне 1997/98 третий год подряд завоевал золотые медали, а также стал обладателем Кубка. В сезоне 1998/99 снова играл за «Нефтчи», с которым взял Кубок и стал бронзовым призёром чемпионата. Осеннюю часть сезона 1999/00 провёл в клубе «АНС Пивани». Всего в чемпионатах Азербайджана за восемь лет забил 74 гола.
В начале 2000 года перебрался в Германию, где выступал за клубы низших дивизионов — «Зальмрор-1921», «Айнтрахт» (Трир), билефельдские «Фихте», «Дорнберг», «Тюрк Спорт». В составе «Айнтрахта» провёл 8 матчей в третьем дивизионе Германии. В клубе «Тюрк Спорт» был тренером.
В национальной сборной Азербайджана дебютировал 11 октября 1995 года в матче отборочного турнира чемпионата Европы против Израиля, заменив на 70-й минуте Вячеслава Лычкина. Всего за сборную в 1995—1999 годах сыграл 9 матчей, из них только в одном вышел в стартовом составе.